# Torneo di Wimbledon 2014 - Doppio maschile per invito
Thomas Enqvist e Mark Philippoussis erano i detentori del titolo e si sono confermati campioni battendo in finale Jacco Eltingh e Paul Haarhuis 3-6, 6-3, [10-3].

## Tabellone

### Legenda
| - Q = Qualificato - WC = Wild card - LL = Lucky loser | - ALT = Alternate - SE = Special Exempt - PR = Protected Ranking | - w/o = Walkover - r = Ritirato - d = Squalificato |

### Finale
|  | Finale                            |                                   |   |   |      |  |
|  |                                   |                                   |   |   |      |  |
|  | Thomas Enqvist Mark Philippoussis | Thomas Enqvist Mark Philippoussis | 3 | 6 | [10] |  |
|  | Jacco Eltingh Paul Haarhuis       | Jacco Eltingh Paul Haarhuis       | 6 | 3 | [3]  |  |

### Gruppo A
|    |                                               | J Björkman T Woodbridge | T Enqvist M Philippoussis        | J Gimelstob C Wilkinson M Knowles | G Ivanišević I Ljubičić          | RR V-P  | Set V-P | Game V-P  | Posizione |
| A1 | Jonas Björkman Todd Woodbridge                |                         | 3-6, 6(5)–7                      | 1-1, rit. (con Knowles)           | 6-4, 7–6(4)                      | 2-1     | 3-2     | 23-24     | 2         |
| A2 | Thomas Enqvist Mark Philippoussis             | 6-3, 7–6(5)             |                                  | 6-4, 3-6, [10-4] (con Wilkinson)  | 6-4, 6(6)–7, [10-5]              | 3-0     | 6-2     | 36-30     | 1         |
| A3 | Justin Gimelstob Chris Wilkinson Mark Knowles | 1-1, rit. (con Knowles) | 4-6, 6-3, [4-10] (con Wilkinson) |                                   | 6-3, 1-6, [7-10] (con Wilkinson) | 0-2 0-1 | 2-4 0-1 | 17-21 1-1 | 4 X       |
| A4 | Goran Ivanišević Ivan Ljubičić                | 4-6, 6(4)–7             | 4-6, 7–6(6), [5-10]              | 3-6, 6-1, [10-7] (con Wilkinson)  |                                  | 1-2     | 3-5     | 32-33     | 3         |

La classifica viene stilata in base ai seguenti criteri: 1) Numero di vittorie; 2) Numero di partite giocate; 3) Scontri diretti (in caso di due giocatori pari merito ); 4) Percentuale di set vinti o di games vinti (in caso di tre giocatori pari merito ); 5) Decisione della commissione.

### Gruppo B
|    |                               | A Costa T Johansson | J Eltingh P Haarhuis | W Ferreira M Petchey | G Rusedski F Santoro | RR V-P | Set V-P | Game V-P | Posizione |
| B1 | Albert Costa Thomas Johansson |                     | 3-6, 4-6             | 7-5, 5-7, [10-8]     | 6-4, 6(2)–7, [7-10]  | 1-2    | 3-5     | 32-36    | 3         |
| B2 | Jacco Eltingh Paul Haarhuis   | 6-3, 6-4            |                      | 7-5, 7-5             | 6-3, 6-4             | 3-0    | 6-0     | 38-24    | 1         |
| B3 | Wayne Ferreira Mark Petchey   | 5-7, 7-5, [8-10]    | 5-7, 5-7             |                      | 2-6, 5-7             | 0-3    | 1-6     | 29-40    | 4         |
| B4 | Greg Rusedski Fabrice Santoro | 4-6, 7–6(2), [10-7] | 3-6, 4-6             | 6-2, 7-5             |                      | 2-1    | 4-3     | 32-31    | 2         |

La classifica viene stilata in base ai seguenti criteri: 1) Numero di vittorie; 2) Numero di partite giocate; 3) Scontri diretti (in caso di due giocatori pari merito ); 4) Percentuale di set vinti o di games vinti (in caso di tre giocatori pari merito ); 5) Decisione della commissione.